# フェリックス・サンチェス・バス
フェリックス・サンチェス・バス（Félix Sánchez Bas、1975年12月13日 - ）はスペインのサッカー指導者。

## 経歴
FCバルセロナのユースコーチから、2006年にカタールに移り、アスパイア・アカデミーで指導を行う。 2013年、U-19カタール代表の監督に就任し、翌年のAFC U-19選手権で初優勝を果たした。
その後、U-20とU-23の監督を経て、2017年7月3日にホルヘ・フォサッティに代わり、カタール代表の監督に就任。カタールを2019年のアジアカップで、全試合で19得点1失点という内容で、初優勝へと導いた。2021年のゴールドカップでは準決勝まで勝ち進んだが、翌年のワールドカップでは開催国である同代表が3戦全敗で総失点数はホスト国の中で歴代最多の「7」という更なる不名誉な記録を打ち立ててしまい、勝ち点0の最下位で大会を去る事となった。同年12月31日、契約満了によりカタール代表監督を退任した。
2023年3月11日、エクアドル代表の監督に就任した。
2024年7月23日、アル・サッドの監督に就任した。

## タイトル
U-19カタール代表
- AFC U-19選手権：1回（2014）

カタール代表
- AFCアジアカップ：1回（2019）